# Pseudanidorus pentatomus
Pseudanidorus pentatomus is een keversoort uit de familie schijnsnoerhalskevers (Aderidae). De wetenschappelijke naam van de soort werd in 1864 gepubliceerd door Carl Gustaf Thomson.